# Пороги Нила

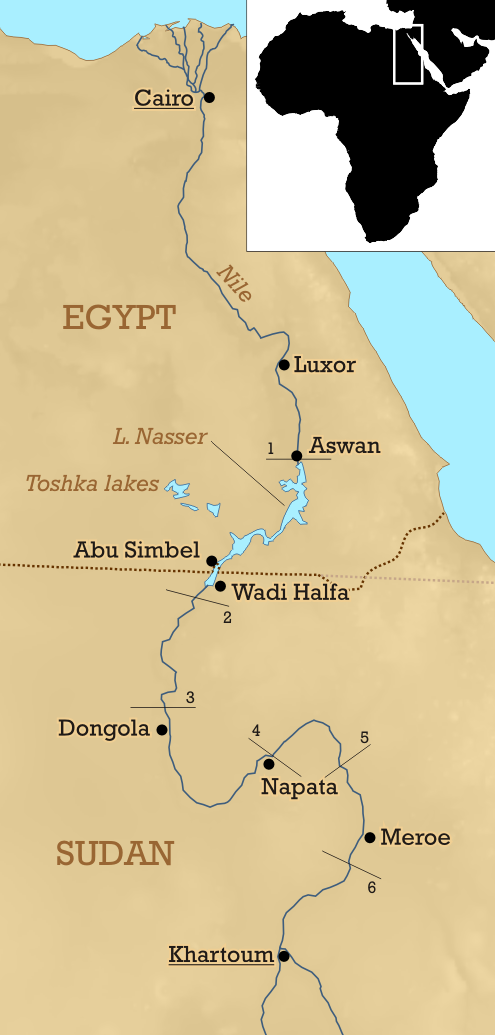
Пороги Нила

Пороги Нила — серия из шести порогов реки Нил между Хартумом и Асуаном. Традиционная нумерация порогов Нила идёт снизу вверх: от Асуана до Хартума.
Между 1-м и 4-м порогами (по другим источникам — между 1-м и 6-м) расположена Нубия. Она подразделяется на Нижнюю (1—2 пороги) и Верхнюю.

## Пороги
Пороги Нила принято считать вверх по течению (от севера к югу). Первый порог находится в современном Египте, следующие пять — в Судане. Координаты порогов:
- 1-й порог проходит в черте Асуана (24°04′41″ с. ш. 32°52′41″ в. д.HGЯO). Оригинальное положение 1-го порога было выбрано для сооружения Асуанской плотины.
- 2-й порог[4] находился на севере Судана, на границе Нижней Нубии и Верхней Нубии, в наше время на его месте расположено водохранилище Насер, образовавшееся в результате строительства Асуанской плотины (21°29′ с. ш. 30°58′ в. д.HGЯO)
- 3-й порог[5] располагается в районе местечка Томбос[англ.], Нубия (19°46′ с. ш. 30°22′ в. д.HGЯO)
- 4-й порог[5] (самый труднопроходимый в древности) находился в пустыне Дар ал-Маназир[англ.]. Затоплен в результате строительства дамбы Мероэ[англ.] в конце 2008 года. (18°55′ с. ш. 32°22′ в. д.HGЯO)
- 5-й порог[5] располагается в районе впадения вади Эль-Хумар в Нил (18°22′59″ с. ш. 33°46′59″ в. д.HGЯO)
- 6-й порог[5] находится в районе города Абу-Дом (16°17′17″ с. ш. 32°40′16″ в. д.HGЯO). Здесь течению реки препятствуют скалы гряды Гебель-Раувияна, отклоняющие поток на восток. Река выходит к перекатам, пройдя сквозь 15-километровый каньон Шаблука (с араб. — «жёлоб»).

## Геология
Второй, третий и четвёртый пороги находятся на территории Нубийской возвышенности — холмистой местности, где Нил сильно изгибается, неоднократно меняя направление своего течения. Здесь река протекает через кристаллические породы фундамента Сахаро-Аравийской плиты. Регион характеризуется сейсмической активностью.

## Галерея

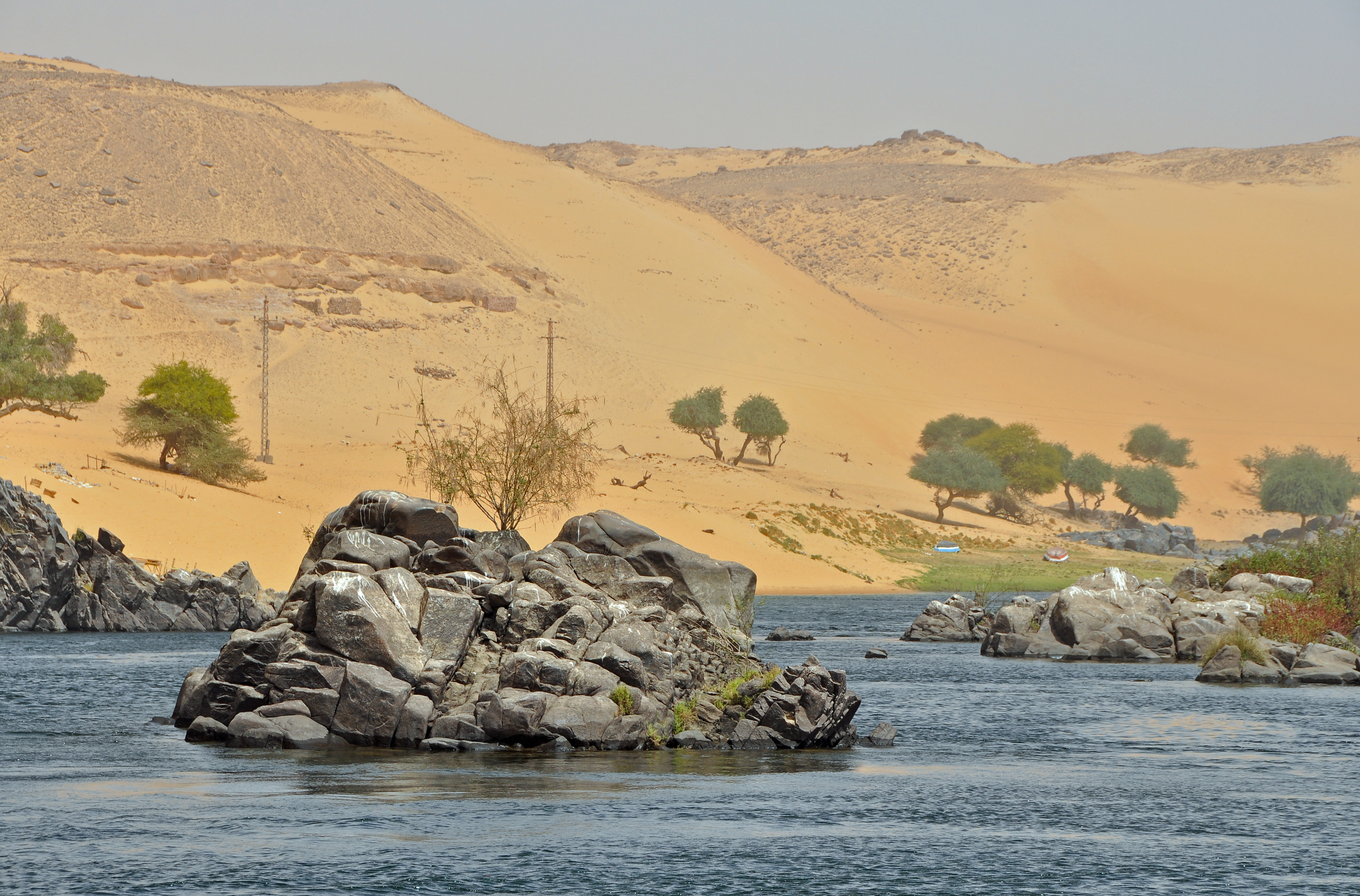
Первый порог
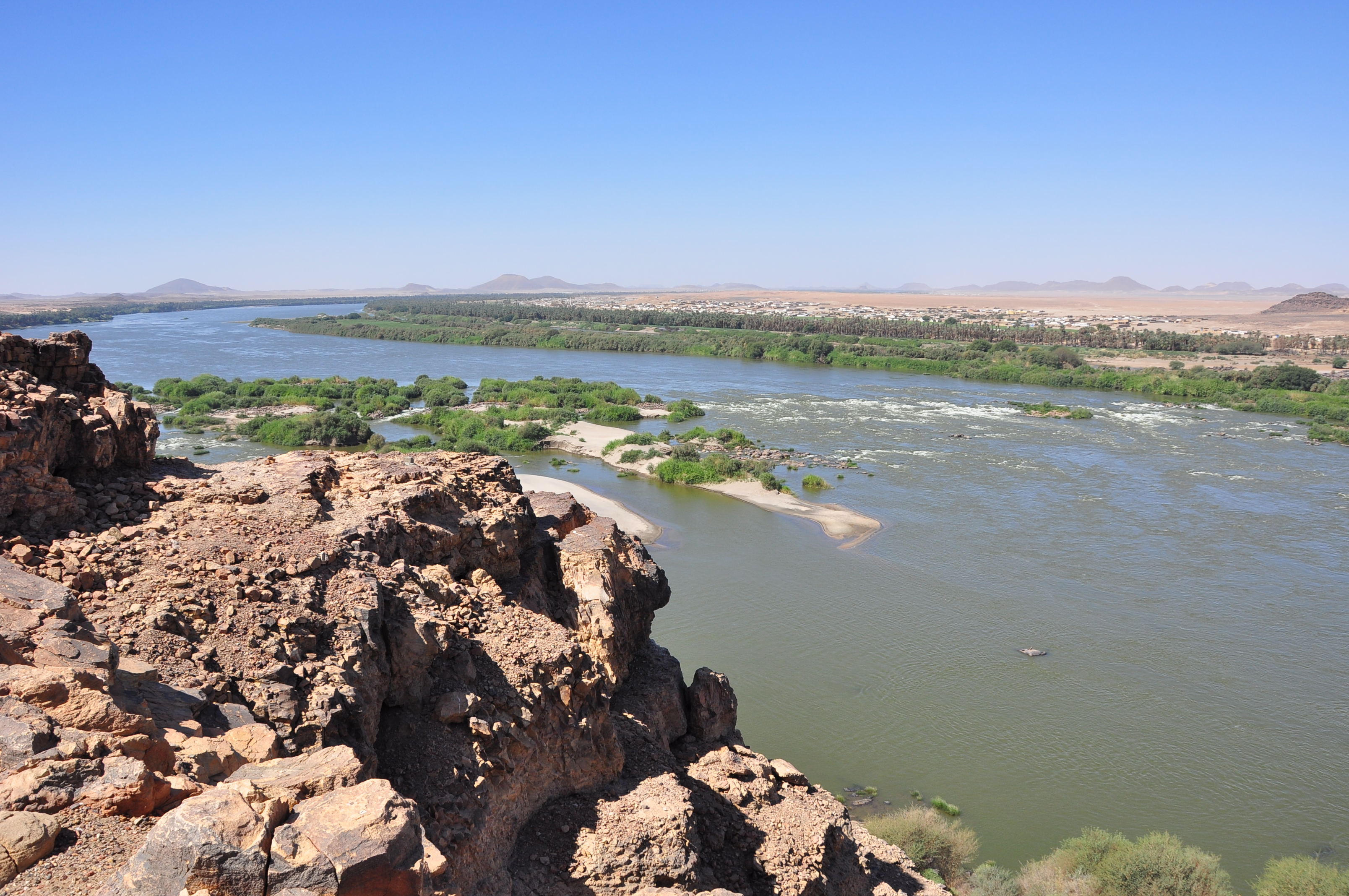
Третий порог
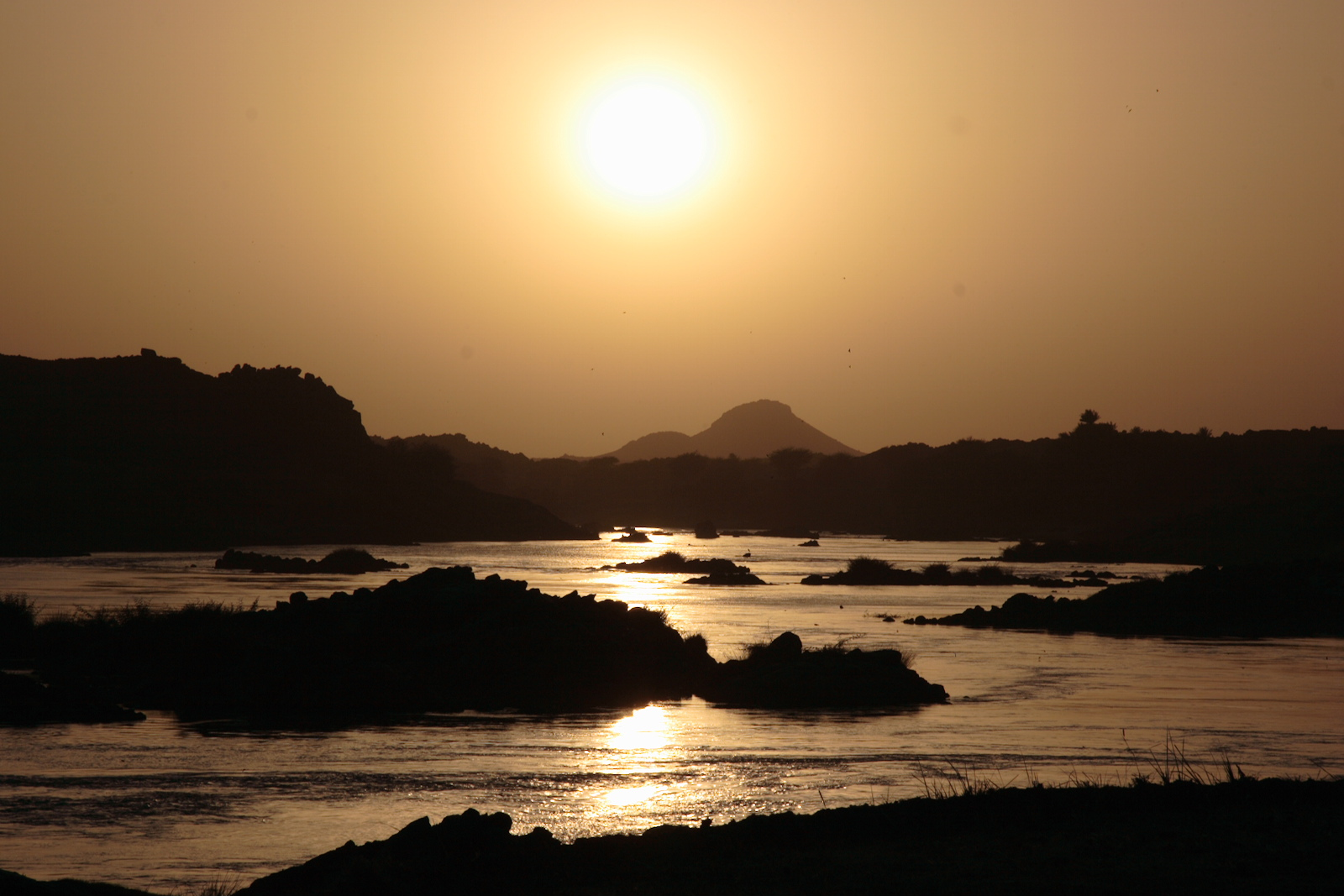
Четвёртый порог
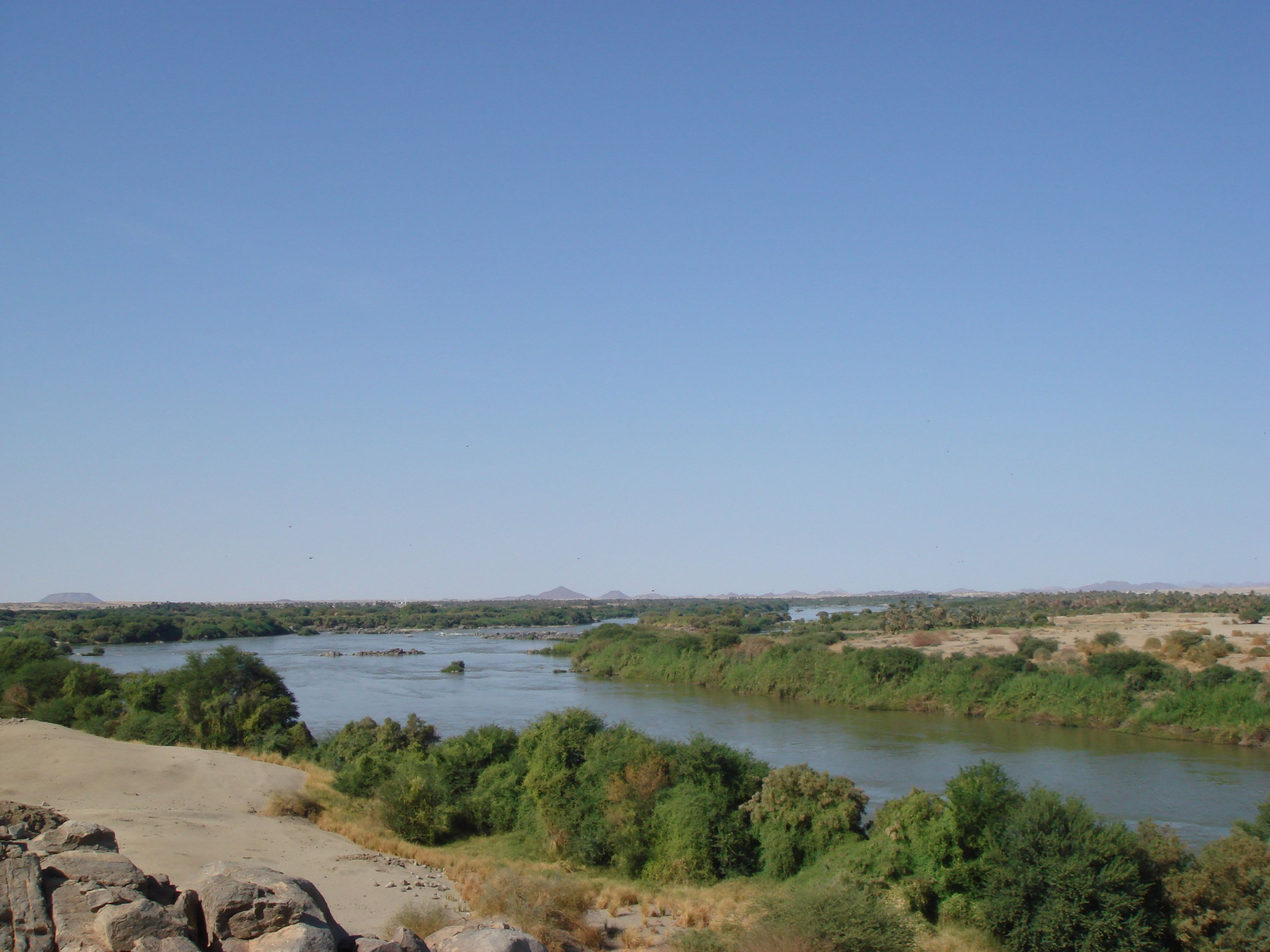
Пятый порог
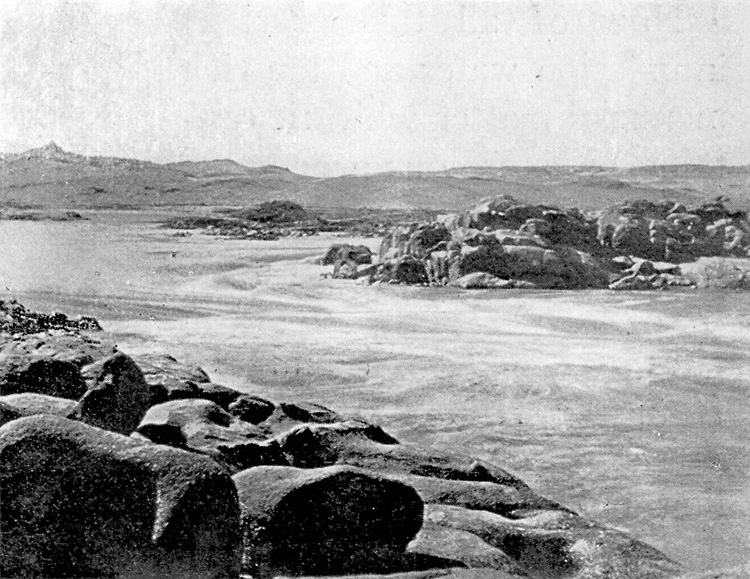
Шестой порог